# Stephen Macknowski
Stephen Albert „Steve” Macknowski  (ur. 16 lutego 1922 w Yonkers, zm. 4 kwietnia 2013) – amerykański kajakarz, kanadyjkarz. Dwukrotny medalista olimpijski z Londynu.
Igrzyska w 1948 były jego jedyną olimpiadą. Pływał w kanadyjkowej dwójce i triumfował na dystansie 10 000 metrów oraz był drugi na 1000 m. Partnerował mu Stephen Lysak.